# Campionati del mondo di ciclismo su pista 2021 - Inseguimento individuale femminile
La gara di inseguimento individuale femminile ai Campionati del mondo di ciclismo su pista 2021 si è svolta il 23 ottobre 2021. Vi hanno preso parte 18 atlete provenienti da 13 nazioni. 
Tutte le gare si sono svolte sulla distanza di 3000 mt. con partenza da fermo.

## Podio
| Pos.    | Atleta           | Nazionalità |
| ------- | ---------------- | ----------- |
| Oro     | Lisa Brennauer   | Germania    |
| Argento | Franziska Brauße | Germania    |
| Bronzo  | Mieke Kröger     | Germania    |

## Risultati

### Qualifiche
I migliori due tempi si qualificano alla finale per l'oro, il terzo e il quarto tempo si qualificano alla finale per il bronzo.
| Posizione | Batteria | Atleta              | Nazione       | Tempo    | Gap     | Note |
| --------- | -------- | ------------------- | ------------- | -------- | ------- | ---- |
| 1         | 8        | Lisa Brennauer      | Germania      | 3:17.572 |         | Q    |
| 2         | 7        | Franziska Brauße    | Germania      | 3:22.292 | +4.720  | Q    |
| 3         | 4        | Mieke Kröger        | Germania      | 3:22.336 | +4.764  | q    |
| 4         | 8        | Martina Alzini      | Italia        | 3:26.328 | +8.756  | q    |
| 5         | 3        | Marion Borras       | Francia       | 3:26.856 | +9.284  |      |
| 6         | 9        | Kelly Murphy        | Irlanda       | 3:27.490 | +9.918  |      |
| 7         | 5        | Lily Williams       | Stati Uniti   | 3:30.386 | +12.814 |      |
| 8         | 6        | Mia Griffin         | Irlanda       | 3:34.713 | +17.141 |      |
| 9         | 2        | Megan Barker        | Gran Bretagna | 3:35.175 | +17.603 |      |
| 10        | 1        | Ella Barnwell       | Gran Bretagna | 3:35.539 | +17.967 |      |
| 11        | 7        | Fabienne Buri       | Svizzera      | 3:35.889 | +18.317 |      |
| 12        | 3        | Aksana Salauyeva    | Bielorussia   | 3:36.744 | +19.172 |      |
| 13        | 4        | Viktoria Yaroshenko | Ucraina       | 3:37.134 | +19.562 |      |
| 14        | 9        | Tania Calvo         | Spagna        | 3:38.003 | +20.431 |      |
| 15        | 6        | Lina Hernández      | Colombia      | 3:40.261 | +22.689 |      |
| 16        | 1        | Jessica Parra       | Colombia      | 3:41.837 | +24.265 |      |
| 17        | 5        | Luo Yiwei           | Singapore     | 3:44.992 | +27.420 |      |
| 18        | 2        | Ese Ukpeseraye      | Nigeria       | 4:14.774 | +57.202 |      |

### Finali
| Posizione            | Atleta           | Nazione  | Tempo    | Gap    |
| -------------------- | ---------------- | -------- | -------- | ------ |
| Finale per l'oro     |                  |          |          |        |
| 1                    | Lisa Brennauer   | Germania | 3:18.258 |        |
| 2                    | Franziska Brauße | Germania | 3:22.980 | +4.732 |
| Finale per il bronzo |                  |          |          |        |
| 3                    | Mieke Kröger     | Germania | 3:20.903 |        |
| 4                    | Martina Alzini   | Italia   | OVL      |        |